# كلوز بيتر فلور
كلوز بيتر فلور (بالألمانية: Claus Peter Flor)‏ هو موزع وموسيقي ألماني، ولد في 16 مارس 1953 في لايبزيغ في ألمانيا.

## وصلات خارجية
- كلوز بيتر فلور على موقع ميوزك برينز (الإنجليزية)
- كلوز بيتر فلور على موقع أول ميوزيك (الإنجليزية)
- كلوز بيتر فلور على موقع ديسكوغز (الإنجليزية)